# Bathyphantes waneta
Bathyphantes waneta là một loài nhện trong họ Linyphiidae.
Loài này thuộc chi Bathyphantes. Bathyphantes waneta được Wilton Ivie miêu tả năm 1969.